# Kuře v hodinkách
Kuře v hodinkách je jediné studiové album české rockové skupiny Flamengo z roku 1972. Jde o album, které je dodnes pokládáno za jedno z nejlepších alb české rockové historie. Na jeho vzniku se podílel jako textař básník Josef Kainar. Nahráno 28. října 1971 – 16. března 1972 v pražském studiu v Dejvicích.
Vydání desky se podařilo prosadit i díky tomu, že se na její tvorbě autorsky podílel právě Josef Kainar. Ten napsal všechny texty s výjimkou písně Stále dál, která je dílem Hynka Žalčíka.
V žebříčku 50 nejlepších českých alb historie rozhlasové stanice Expres FM se album umístilo na osmém místě.

## Seznam skladeb
| Pořadí         | Název                         | Autor                                               | Délka |
| -------------- | ----------------------------- | --------------------------------------------------- | ----- |
| 1.             | Kuře v hodinkách (introdukce) | Kubík                                               | 2:28  |
| 2.             | Rám příštích obrazů           | Mišík, Kainar                                       | 4:00  |
| 3.             | Jenom láska ví kam            | Fořt, Khunt, Kubík, Kulhánek, Mišík, Šedivý, Kainar | 2:56  |
| 4.             | Já a dým                      | Mišík, Kainar                                       | 4:46  |
| 5.             | Chvíle chvil                  | Kubík, Kainar                                       | 4:24  |
| 6.             | Pár století                   | Mišík, Kainar                                       | 6:33  |
| 7.             | Doky, vlaky, hlad a boty      | Kubík, Kainar                                       | 4:34  |
| 8.             | Stále dál                     | Khunt, Kubík, Kulhánek, Žalčík                      | 3:17  |
| 9.             | Kuře v hodinkách              | Kubík, Kainar                                       | 5:39  |
| Celková délka: | Celková délka:                | Celková délka:                                      | 46:36 |

## Osoby
- Pavel Fořt: kytary, sborový zpěv
- Ivan Khunt: zpěv (8), varhany, sborový zpěv
- Jan Kubík: tenor saxofon, flétna, klarinet, alt saxofon, sborový zpěv
- Vladimír Kulhánek: baskytara, sborový zpěv
- Vladimír Mišík: zpěv (1-7, 9), konga, kytara
- Jaroslav Erno Šedivý: bicí

### Hosté
- Petr Král: tenor saxofon (1-3)
- Vladimír Hruška: baryton saxofon (1-3)
- Ilja Bartošek: kytara (4)
- Karel Velebný: vibrafon (6)
- Orchestr řídí Václav Hybš
- Aranžmá - Pavel Fořt